# کاران-یلگا (شهرستان تویمازینسکی، باشقیرستان)
کاران-یلگا (انگلیسی: Karan-Yelga, Tuymazinsky District, Republic of Bashkortostan) یک شهرک در شهرستان تویمازینسکی استان باشقیرستان کشور روسیه است.